# Silvia Molina
Silvia Molina (geb. 1946 in Mexiko-Stadt; gebürtig Silvia Beatriz Pérez Celis) ist eine mexikanische Schriftstellerin und Kulturfunktionärin. Sie verfasst Romane, Essays, Kinderliteratur und Theaterstücke und wurde unter anderem mit dem Xavier-Villaurrutia-Preis ausgezeichnet.

## Leben
Molina wuchs in Mexiko-Stadt auf. Ihr Vater starb, als sie zwei Jahre alt war. Nach dem Besuch des privaten Liceo Francés zog sie 1960 im Alter von 14 Jahren zu einer Tante nach Paris, wo sie ihre Sekundarschulausbildung abschloss. Später studierte sie Anthropologie an der Escuela Nacional de Antropología e Historia sowie spanische Sprache und Literatur an der Universidad Nacional Autónoma de México. Anschließend lebte sie zeitweise in Frankreich und dem Vereinigten Königreich, bevor sie nach Mexiko zurückkehrte. In Mexiko heiratete sie Claudio Molina, mit dem sie zwei Töchter hat.
Im Jahr 1976 begann sie ihre schriftstellerische Karriere in einem Arbeitskreis unter Leitung von Elena Poniatowska und Hugo Hiriart. Ihre Werk La mañana debe seguir gris wurde 1977 mit dem Xavier-Villaurrutia-Preis ausgezeichnet. Von 1979 bis 1980 war sie Stipendiatin am Centro Mexicano de Escritores. Sie erhielt zudem den Premio Sor Juana Inés de la Cruz.

## Wirken
Molina verfasste neben Romanen wie La familia vino del norte (1987), Imagen de Héctor (1990), En silencio, la lluvia (2008) und La República española en un pañuelo (2021) auch Essays, Theaterstücke und zahlreiche Werke für Kinder. Ihre Bücher sind zum Teil autobiografisch geprägt.
Zu ihren bekanntesten Kinderbüchern zählen El papel (1985) und El algodón (1987). 1992 erhielt sie für ihre Kinderliteratur den Premio Nacional de Literatura Infantil Juan de la Cabada.
In ihrer Rolle als Kulturfunktionärin war Molina seit Mai 2013 Präsidentin des Consejo Nacional del Seminario de Cultura Mexicana. Sie setzte sich dort für die Förderung kultureller, philosophischer und wissenschaftlicher Aktivitäten sowie für den internationalen Austausch ein. Zudem engagierte sie sich für die Einrichtung neuer kultureller Korrespondenzstellen in Mexiko und im Ausland.